# 平野村 (愛媛県)
平野村（ひらのむら）は愛媛県喜多郡にあった村である。

## 沿革
- 1889年 - 町村制施行により西宇和郡平野村発足。
- 1898年 - 境界変更により西宇和郡から喜多郡へ移管。
- 1936年 - 日本国有鉄道（現: JR）が予讃線伊予平野駅を開業。
- 1954年9月1日 - 大洲町、粟津村、三善村、上須戒村、南久米村、菅田村、新谷村、柳沢村、大川村と合併、大洲市となり消滅。